# Río Tsypka
El río Tsypka (en adigué y en ruso: Цыпка) es un río del krai de Krasnodar, en el Cáucaso Occidental, en el sur de Rusia. Discurre completamente por el raión de Tuapsé. Es afluente por la orilla derecha del río Tuapsé.

## Curso
Nace en las laderas meridionales del Cáucaso Occidental, en la vertiente sur del monte Agói, al oeste de Indiuk. Tiene 10 km de longitud y discurre predominantemente en dirección sur.  No atraviesa ninguna localidad hasta que desemboca en el Tuapsé en Tsypka.